# 舞草屬
舞草属（学名：Codariocalyx）是豆科下的一个属，属于蝶形花亚科，该属仅有圆叶舞草及舞草两种植物，分布于东南亚和澳洲热带地区。叶为三出复叶，种子有两个子叶且具有假种皮，子叶出土时萌发。学术上对于舞草属与山蚂蝗属是否为同一属的问题上有较大争议。

## 下属物种
- 圆叶舞草 Codoriocalyx gyroides
- 舞草 Codoriocalyx motorius